# Indische Cricket-Nationalmannschaft in Australien in der Saison 2018/19
Die Tour der indischen Cricket-Nationalmannschaft nach Australien in der Saison 2018/19 fand vom 21. November 2018 bis zum 18. Januar 2019 statt. Die internationale Cricket-Tour war Bestandteil der Internationalen Cricket-Saison 2018/19 und umfasste vier Tests, drei ODIs und drei Twenty20s. Indien gewann die Test- und ODI-Serie 2–1, während die Twenty20-Serie 1–1 unentschieden endete.

## Vorgeschichte
Australien spielte zuvor eine Tour gegen Südafrika, Indien gegen die West Indies.
Das letzte Aufeinandertreffen der beiden Mannschaften fand in der Saison 2017/18 in Indien statt.

## Stadien
Die folgenden Stadien wurden für die Tour als Austragungsort vorgesehen.
| Stadion                  | Stadt     | Kapazität | Spiele                  |
| ------------------------ | --------- | --------- | ----------------------- |
| Adelaide Oval            | Adelaide  | 53.583    | 1. Test; 2. ODI         |
| The Gabba                | Brisbane  | 42.000    | 1. T20                  |
| Melbourne Cricket Ground | Melbourne | 100.024   | 3. Test; 3. ODI; 2. T20 |
| Perth Stadium            | Perth     | 60.000    | 2. Test                 |
| Sydney Cricket Ground    | Sydney    | 48.000    | 4. Test; 1. ODI; 3. T20 |

## Kaderlisten
Indien benannte seinen Test-, sowie Twenty20-Kader am 26. Oktober 2018 und den ODI-Kader am 8. Januar 2019.
Australien benannten seinen Twenty20-Kader am 8. November 2018, seinen Test-Kader am 22. November 2018.
| Test | Test | ODI | ODI | Twenty20 | Twenty20 |
| Australien | Indien | Australien | Indien | Australien | Indien |
| --- | --- | --- | --- | --- | --- |
| - Tim Paine (K, wk) - Josh Hazlewood (VK) - Mitchell Marsh (VK) - Pat Cummins - Aaron Finch - Peter Handscomb - Marcus Harris - Travis Head - Usman Khawaja - Marnus Labuschagne - Nathan Lyon - Shaun Marsh - Peter Siddle - Mitchell Starc - Chris Tremain | - Virat Kohli (K) - Ajinkya Rahane (VK) - Mayank Agarwal - Ravichandran Ashwin - Jasprit Bumrah - Ravindra Jadeja - Bhuvneshwar Kumar - Hardik Pandya - Rishabh Pant (wk) - Parthiv Patel (wk) - Cheteshwar Pujara - K. L. Rahul - Mohammed Shami - Ishant Sharma - Rohit Sharma - Prithvi Shaw - Hanuma Vihari - Murali Vijay - Kuldeep Yadav - Umesh Yadav | - Aaron Finch (K) - Alex Carey (VK, wk) - Jason Behrendorff - Peter Handscomb - Usman Khawaja - Nathan Lyon - Mitchell Marsh - Shaun Marsh - Glenn Maxwell - Jhye Richardson - Peter Siddle - Billy Stanlake - Marcus Stoinis - Ashton Turner - Adam Zampa | - Virat Kohli (K) - Rohit Sharma (VK) - Khaleel Ahmed - Jasprit Bumrah - Yuzvendra Chahal - Shikhar Dhawan - MS Dhoni (wk) - Ravindra Jadeja - Kedar Jadhav - Dinesh Karthik - Bhuvneshwar Kumar - Hardik Pandya - K. L. Rahul - Ambati Rayudu - Mohammed Shami - Vijay Shankar - Mohammed Siraj - Kuldeep Yadav | - Aaron Finch (K) - Alex Carey (VK, wk) - Ashton Agar - Jason Behrendorff - Nathan Coulter-Nile - Chris Lynn - Glenn Maxwell - Ben McDermott - D’Arcy Short - Billy Stanlake - Mitchell Starc - Marcus Stoinis - Andrew Tye - Adam Zampa | - Virat Kohli (K) - Rohit Sharma (VK) - Khaleel Ahmed - Jasprit Bumrah - Yuzvendra Chahal - Shikhar Dhawan - Shreyas Iyer - Dinesh Karthik (wk) - Bhuvneshwar Kumar - Manish Pandey - Krunal Pandya - Rishabh Pant (wk) - K. L. Rahul - Washington Sundar - Kuldeep Yadav - Umesh Yadav |

## Tour Match
| 29. November – 1. Dezember Scorecard | Sydney | Indians 358 (92) & 211-2 (43.4) | – | Cricket Australia XI 544 (151.1) |
|                                      |        | Remis                           |   |                                  |

## Twenty20 Internationals

### Erstes Twenty20 in Brisbane
| 21. November Scorecard | Brisbane | Australien 158-4 (17/17)                   | – | Indien 169-7 (17/17) |
|                        |          | Australien gewinnt mit 4 Runs (D/L method) |   |                      |

### Zweites Twenty20 in Melbourne
| 23. November Scorecard | Melbourne | Australien 132-7 (19) | – | Indien |
|                        |           | No Result             |   |        |

### Drittes Twenty20 in Sydney
| 25. November Scorecard | Sydney | Australien 164-6 (20)        | – | Indien 168-4 (19.4) |
|                        |        | Indien gewinnt mit 6 Wickets |   |                     |

## Tests

### Erster Test in Adelaide
| 6. – 10. Dezember Scorecard | Adelaide | Indien 250 (88) & 307 (106.5) | – | Australien 235 (98.4) & 291 (119.5) |
|                             |          | Indien gewinnt mit 31 Runs    |   |                                     |

### Zweiter Test in Perth
| 14. – 18. Dezember Scorecard | Perth | Australien 326 (108.3) & 243 (93.2) | – | Indien 283 (105.5) & 140 (56) |
|                              |       | Australien gewinnt mit 146 Runs     |   |                               |

### Dritter Test in Melbourne
| 26. – 30. Dezember Scorecard | Melbourne | Indien 443-7d (169.4) & 106-8d (37.3) | – | Australien 151 (66.5) & 261 (89.3) |
|                              |           | Indien gewinnt mit 137 Runs           |   |                                    |

### Vierter Test in Sydney
| 3. – 7. Januar Scorecard | Sydney | Indien 622-7d (167.2) | – | Australien 300 (104.5) & 6-0 (4) (f/o) |
|                          |        | Remis                 |   |                                        |

Der Gewinn der Serie für Indien war nach 71 Jahren der erste Sieg Indiens in Australien in einer Test-Serie.

## One-Day Internationals

### Erstes ODI in Sydney
| 12. Januar Scorecard | Sydney | Australien 288-5 (50)          | – | Indien 254-9 (50) |
|                      |        | Australien gewinnt mit 34 Runs |   |                   |

Vor dem Spiel wurden die indischen Spieler Hardik Pandya und KL Rahul aus dem Kader gestrichen, da Kommentare in einer indischen Talkshow vom indischen Verband als sexistisch eingestuft wurden.

### Zweites ODI in Adelaide
| 15. Januar Scorecard | Adelaide | Australien 298-9 (50)        | – | Indien 299-4 (49.2) |
|                      |          | Indien gewinnt mit 6 Wickets |   |                     |

### Drittes ODI in Melbourne
| 18. Januar Scorecard | Melbourne | Australien 230 (48.4)        | – | Indien 234-3 (49.2) |
|                      |           | Indien gewinnt mit 7 Wickets |   |                     |